# 선산초등학교
선산초등학교(善山初等學校)는 대한민국 경상북도 구미시에 있는 공립 초등학교이다.

## 학교 연혁
- 1908년 7월 1일 사립 창선학교로 개교
- 1911년 9월 1일 선산공립보통학교로 개편(설립인가 7월 25일)
- 1921년 4월 1일 6년제 연한 개편(남자)
- 1923년 4월 1일 6년제 연한 개편(여자)
- 1938년 4월 1일 선주공립심상소학교로 개칭
- 1941년 4월 1일 선주공립국민학교로 개칭
- 1945년 9월 1일 선산국민학교로 개칭
- 1996년 3월 1일 선산초등학교로 개칭
- 1999년 9월 1일 봉천분교장 편입
- 2000년 11월 13일 지헌도서관 개축
- 2001년 10월 1일 동관 3개 교실 증축
- 2003년 2월 14일 특별교실 3실, 일반교실 2실, 창고 1실 증축
- 2004년 8월 31일 서편 화장실 보수
- 2005년 8월 30일 동편 화장실 3개동 보수
- 2007년 2월 28일 봉천분교장 폐교
- 2007년 11월 9일 조례단 신축, 전교사 내외 도색 및 실내 인테리어
- 2012년 2월 29일 예산초등학교 통폐합
- 2013년 5월 24일 본관 교사동 개축 시공식
- 2014년 2월 19일 제102회 138명 졸업(22,750명)
- 2014년 6월 23일 본관 교사동 개축 준공
- 2014년 9월 1일 제33대 손기영 교장 취임
- 2015년 2월 13일 제103회 96명 졸업(누계 22,846명)
- 2015년 3월 1일 초등 24학급, 유치원 1학급 편성
- 2015년 12월 16일 다목적 강당 개관
- 2016년 9월 1일 제34대 서옥선 교장선생님 취임
- 2018년 2월 1일 제106회졸업(100명, 총23,143명)
- 2018년 3월 1일 초등 28학급, 유치원 2학급 편성

## 참고 자료
- 선산초등학교 - 한국교육학술정보원 학교알리미